# Терція (музичний інтервал)
Те́рція (від лат. tertia — «третя») — музичний інтервал в три ступені, також третя нота в гамі.

## Види
Розрізняють 4 види:
- Велика терція охоплює 2 тони (a).
- Мала терція охоплює 1,5 тони (b)
- Збільшена терція — 2,5 тона, енгармонічно еквівалентна кварті (c)
- Зменшена терція — 1 тон, енгармонічно еквівалентна секунді (d)

На базі великої терції будується мажорний лад, звідси зустрічається назва — мажорна терція. Аналогічно, мала терція називається також мінорною.

В народній музиці (в тому числі українській), а також, рідко, в сучасній академічній музиці зустрічається т. зв. нейтральна терція (між великою та малою, тобто 1,75 тону).

## Співвідношення частот
| Стрій                   | Мала терція                       | Велика терція                     |
| ----------------------- | --------------------------------- | --------------------------------- |
| піфагорійський          | 5:6                               | 4:5                               |
| рівномірно-темперований | {\displaystyle 1:{\sqrt[{4}]{2}}} | {\displaystyle 1:{\sqrt[{3}]{2}}} |

## Звучання
- Мала терція:
  - Висхідна послідовність  C-Es
  - Низхідна послідовність  C-A
- Велика терція:
  - Висхідна послідовність  C-E
  - Низхідна послідовність  C-As